# Bety Reis

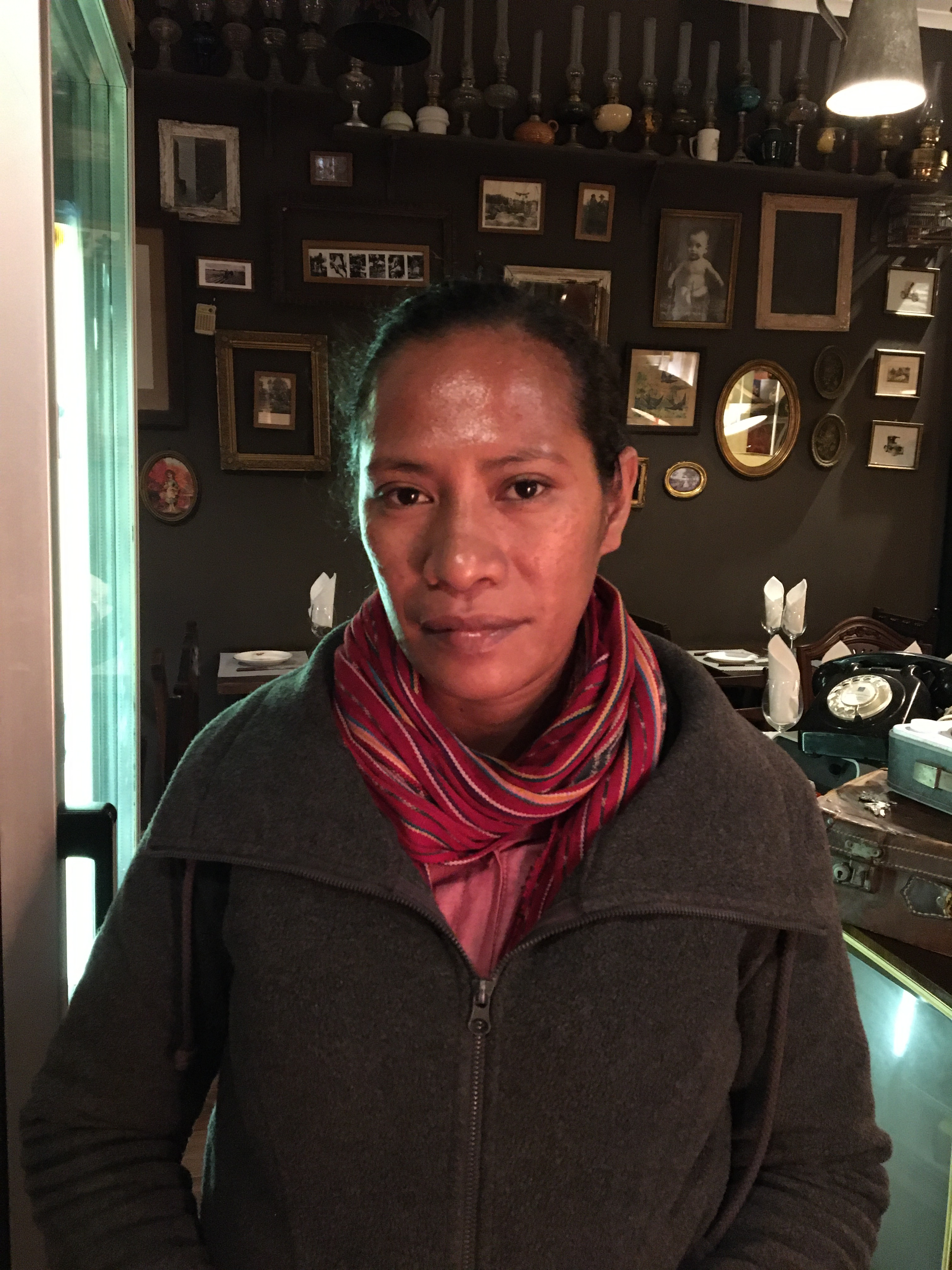
Bety Reis (2020)

Bety Reis (* 1. März 1983 in Osttimor), eigentlich Nívea Elisabeth C. dos Reis, ist eine osttimoresische Schauspielerin, Regisseurin und Filmproduzentin.

## Werdegang
Reis wuchs im von Indonesien bis 1999 besetzten Osttimor auf. Bis zu ihrem 10. Lebensjahr lebte sie bei einer Adoptivmutter, bis zu ihrer leiblichen Mutter zurückkehren konnte. Ihr Vater soll im Busch verschwunden sein. Sie besuchte die São-Pedro-Schule in Comoro. Während der letzten Gewaltwelle der Besatzer drangen 1999 Milizen in das Haus ihrer Familie in Farol ein und schossen um sich rum. Die Familie kam mit dem Schrecken davon. Um einer Deportation nach Atambua zu entgehen, floh sie nach Baucau. Wieder geriet Reis in bedrohliche Lagen, die sie nur knapp entkam. Als sich die Lage beruhigte kehrte die Familie nach Dili zurück und lebte zwei Monate im Nationalstadion.
Die Eindrücke des Konflikts thematisierte sie in einem Großteil ihrer Filme. Nach Abzug der Indonesier war Reis Mitglied der Theatergruppe Bibi Bulak. Beim australischen Film Balibo, der in Osttimor gedreht wurde, war sie Beraterin für die Rollenbesetzung. Seit 2010 ist sie Direktorin der Dili Film Works für Film- und Fernsehproduktionen. Mit dieser Firma produzierte sie auch ihre folgenden Werke. 2010 erschien die erste osttimoresische Telenovela Wehali, in der Reis auch eine Rolle übernahm. 2013 war sie Co-Regisseurin des ersten osttimoresischen Spielfilms A Guerra da Beatriz. Zudem spielte sie die Rolle der Mutter von Beatriz. 2017 produzierte Reis die Dokumentation Abdul & José (portugiesisch A Criança Roubada). Im selben Jahr entstand die von Dili Film Works produzierte Telenovela Laloran Justisa. Zu den Werken von Reis gehört auch eine Reihe von Kurzfilmen: Die Dokumentationen Manu Futu (deutsch Hahnenkämpfe, 2011) und Stolen Child (2015) sowie die fiktive Geschichte Vagabong (2011).
Reis ist Mutter einer Tochter.

## Filmografie

### Regie
- 2011: Manu Futu (Kurzfilm)
- 2011: Vagabong (Kurzfilm)
- 2013: A Guerra da Beatriz

### Produktion
- 2017: Abdul & José (Criança Roubada, Dokumentarfilm)

## Auszeichnungen

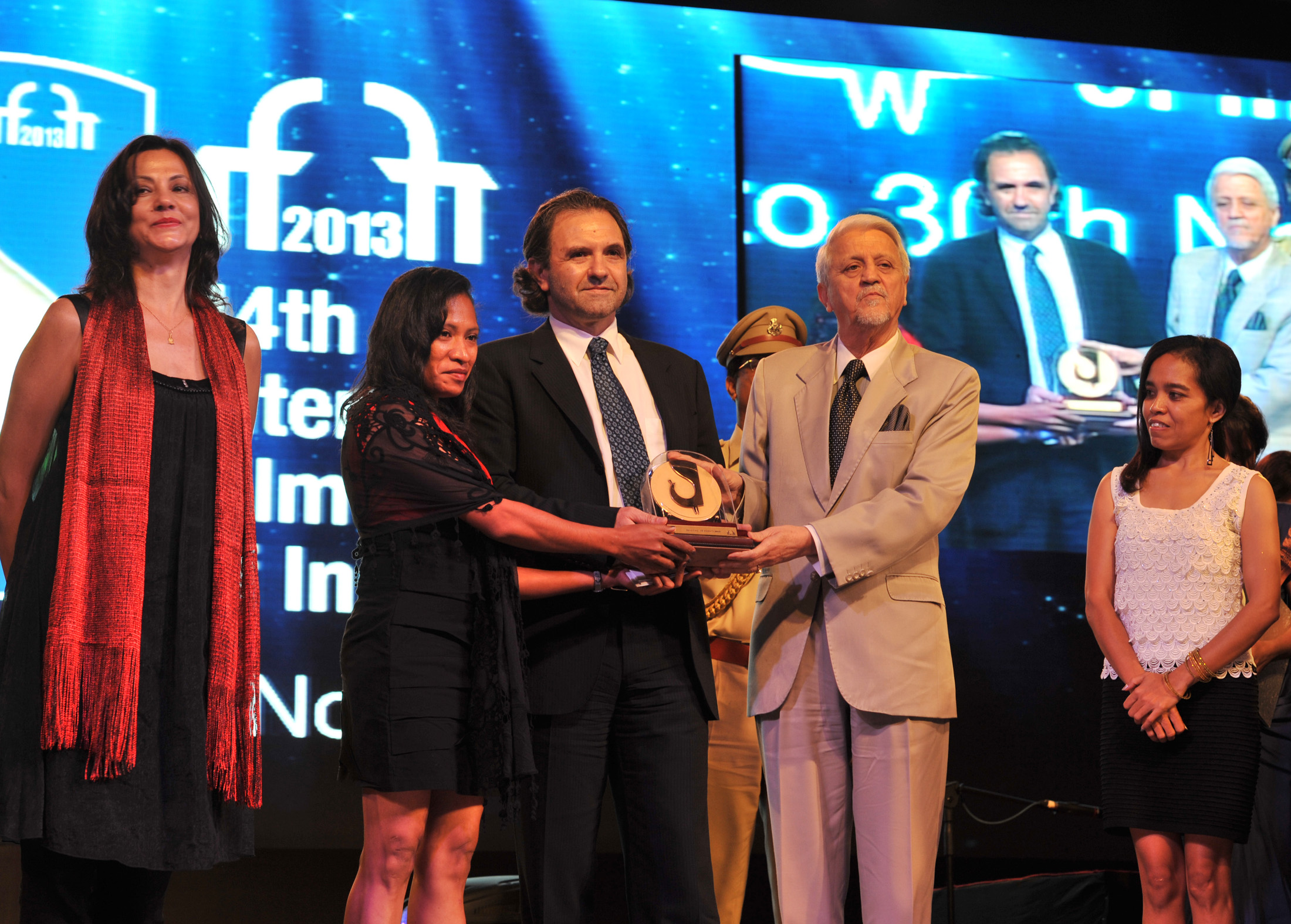
Überreichung des Golden Peacock an Bety Reis und Luigi Acquisito

A Guerra da Beatriz erhielt 2013 beim 44. Indian Film Festival den Goldenen Pfau (Golden Peacock Award) in der Kategorie des besten Films.